# Королівка (Довжанський район)
Королі́вка — село в Україні, у Сорокинській міській громаді Довжанського району Луганської області. Населення становить 248 осіб.

## Географія
Географічні координати: 48°12' пн. ш. 39°54' сх. д. Часовий пояс — UTC+2. Загальна площа села — 5,03 км².
Село розташоване у східній частині Донбасу за 15 км від селища Поріччя.

## Історія
Дата заснування села невідома. Колись тут були дикі степи, які населяли калмики та втікачі від російських поміщиків. У давні часи хутір Королівка належав до Гундорівської станиці.
У 1929–1930 роках у Королівці організовано колгосп «Хлібороб».
Не обійшли село роки сталінських репресій — було закатовано 6 селян, яких вважали «ворогами народу». Всі були репресовані необґрунтовано та пізніше реабілітовані.
Під час німецько-радянської війни всі чоловіки пішли на фронт, 24 особи загинули, інші ж повернулися інвалідами.
Село було окуповане румунськими військами у червні 1942 року, а визволене військами Червоної армії взимку 1943 року.
Під час війни особливо відзначився мешканець села Олександр Дмитрович Єрмолов, який з 1941 по 1945 служив у бригаді Червонопрапорного Балтійського Флоту кулеметником 19-ї окремої залізничної батареї.
Після війни в селі працювала шахта, а біля неї будувалися житлові приміщення.
У Королівці був свій іподром, де проводилися районні змагання зі скачок. Королівський жокей Ю. М. Зубарєв — неодноразовий переможець районних і обласних змагань. У селі пройшло дитинство Героя Соціалістичної Праці Мурзенка, про що описано в книзі Сєвєрова «Властелины камня и огня».
12 червня 2020 року, відповідно до Розпорядження Кабінету Міністрів України № 717-р «Про визначення адміністративних центрів та затвердження територій територіальних громад Луганської області», увійшло до складу Сорокинської міської громади.
17 липня 2020 року, в результаті адміністративно-територіальної реформи та ліквідації  Сорокинського району, увійшло до складу новоутвореного Довжанського району.

## Населення
За даними перепису 2001 року населення села становило 248 осіб, з них 3,63% зазначили рідною мову українську, а 96,37% — російську.

## Інфраструктура
У Королівці діють клуб, фельдшерсько-акушерський пункт та бібліотека.